# NHK Trophy de 1988
NHK Trophy de 1988 foi a nona edição do NHK Trophy, um evento anual de patinação artística no gelo organizado pela Federação Japonesa de Patinação (em japonês:  日本スケート連盟). A competição foi disputada na cidade de Tóquio, Japão.

## Eventos
- Individual masculino
- Individual feminino
- Duplas
- Dança no gelo

## Medalhistas
| Evento                        | Ouro                                                  | Prata                                           | Bronze                                           |
| Individual masculino detalhes | Alexander Fadeev · União Soviética                    | Petr Barna · Tchecoslováquia                    | Kurt Browning · Canadá                           |
| Individual feminino detalhes  | Midori Ito · Japão                                    | Kristi Yamaguchi · Estados Unidos               | Marina Kielmann · Alemanha Ocidental             |
| Duplas detalhes               | Larisa Selezneva · Oleg Makarov · União Soviética     | Elena Bechke · Denis Petorov · União Soviética  | Kristi Yamaguchi · Rudi Galindo · Estados Unidos |
| Dança no gelo detalhes        | Marina Klimova · Sergei Ponomarenko · União Soviética | Maya Usova · Alexander Zhulin · União Soviética | April Sargent · Russ Witherby · Estados Unidos   |

## Resultados

### Individual masculino
| Pos.              | Nome             | Nacionalidade   | Pontos | PC | PL |
| ----------------- | ---------------- | --------------- | ------ | -- | -- |
| Medalha de ouro   | Alexander Fadeev | União Soviética | 1.5    | 1  | 1  |
| Medalha de prata  | Petr Barna       | Tchecoslováquia | 3.5    | 3  | 2  |
| Medalha de bronze | Kurt Browning    | Canadá          | 4.0    | 2  | 3  |
| 4                 | Daniel Doran     | Estados Unidos  | 6.5    | 5  | 4  |
| 5                 | Makoto Kano      | Japão           | 7.0    | 4  | 5  |
| 6                 | Todd Eldredge    | Estados Unidos  | 9.0    | 6  | 6  |
| 7                 | Yuri Tsimbaliuk  | União Soviética | 10.5   | 7  | 7  |
| 8                 | Shubin Zhang     | China           | 12.0   | 8  | 8  |
| 9                 | Cameron Medhurst | Austrália       | 15.5   | 13 | 9  |
| 10                | Peter Johansson  | Suécia          | 15.5   | 11 | 10 |
| 11                | Tatsuya Fujii    | Japão           | 16.5   | 9  | 12 |
| 12                | Sung Jing        | Coreia do Sul   | 17.0   | 12 | 11 |
| 13                | Axel Médéric     | França          | 17.5   | 9  | 13 |

### Individual feminino
| Pos.              | Nome             | Nacionalidade      | Pontos | PC | PL |
| ----------------- | ---------------- | ------------------ | ------ | -- | -- |
| Medalha de ouro   | Midori Ito       | Japão              | 1.5    | 1  | 1  |
| Medalha de prata  | Kristi Yamaguchi | Estados Unidos     | 3.0    | 2  | 2  |
| Medalha de bronze | Marina Kielmann  | Alemanha Ocidental | 5.5    | 5  | 3  |
| 4                 | Yvonne Gómez     | Espanha            | 6.0    | 4  | 4  |
| 5                 | Simone Koch      | Alemanha Oriental  | 6.5    | 3  | 5  |
| 6                 | Yukiko Kashihara | Japão              | 10.5   | 7  | 7  |
| 7                 | Bo Zhang         | China              | 11.0   | 6  | 8  |
| 8                 | Beatrice Gelmini | Itália             | 11.5   | 11 | 6  |
| 9                 | Mari Asanuma     | Japão              | 13.0   | 8  | 9  |
| 10                | Tamara Téglássy  | Hungria            | 14.5   | 9  | 10 |
| 11                | Lotta Falkenbäck | Suécia             | 16.0   | 10 | 11 |
| 12                | Sung Jin Byun    | Coreia do Sul      | 18.0   | 12 | 12 |

### Duplas
| Pos.              | Nome                             | Nacionalidade   | Pontos | PC | PL |
| ----------------- | -------------------------------- | --------------- | ------ | -- | -- |
| Medalha de ouro   | Larisa Selezneva / Oleg Makarov  | União Soviética | 1.5    | 1  | 1  |
| Medalha de prata  | Elena Bechke / Denis Petorov     | União Soviética | 3.0    | 2  | 2  |
| Medalha de bronze | Kristi Yamaguchi / Rudi Galindo  | Estados Unidos  | 4.5    | 3  | 3  |
| 4                 | Isabelle Brasseur / Lloyd Eisler | Canadá          | 6.0    | 4  | 4  |
| 5                 | Sharon Carz / Doug Williams      | Estados Unidos  | 7.5    | 5  | 5  |
| 6                 | Wa Mi / Jun Fan                  | China           | 9.0    | 6  | 6  |

### Dança no gelo
| Pos.              | Nome                                    | Nacionalidade      | Pontos | DC | DO | C+O | DL |
| ----------------- | --------------------------------------- | ------------------ | ------ | -- | -- | --- | -- |
| Medalha de ouro   | Marina Klimova / Sergei Ponomarenko     | União Soviética    | 2.0    | 1  | 1  | 1   | 1  |
| Medalha de prata  | Maya Usova / Alexander Zhulin           | União Soviética    | 4.0    | 2  | 2  | 2   | 2  |
| Medalha de bronze | April Sargent / Russ Witherby           | Estados Unidos     | 6.0    | 3  | 3  | 3   | 3  |
| 4                 | Dominique Yvon / Frédéric Palluel       | França             | 8.4    | 5  | 4  | 4   | 4  |
| 5                 | Jeanne Miley / Michael Verlich          | Estados Unidos     | 10.4   | 6  | 5  | 5   | 5  |
| 6                 | Andrea Weppelmann / Hendryk Schamberger | Alemanha Ocidental | 12.4   | 7  | 6  | 6   | 6  |
| 7                 | Kaoru Takino / Kenji Takino             | Japão              | 14.4   | 8  | 7  | 7   | 7  |
| 8                 | Lyuang Liu / Xiaolei Zhao               | China              | 16.4   | 9  | 8  | 8   | 8  |

## Quadro de medalhas
| Ordem | País               | Medalha de ouro | Medalha de prata | Medalha de bronze |    | Ordem por total |
| ----- | ------------------ | --------------- | ---------------- | ----------------- | -- | --------------- |
| 1     | União Soviética    | 3               | 2                |                   | 5  | 1               |
| 2     | Japão              | 1               |                  |                   | 1  | 3               |
| 3     | Estados Unidos     |                 | 1                | 2                 | 3  | 2               |
| 4     | Tchecoslováquia    |                 | 1                |                   | 1  | 3               |
| 5     | Alemanha Ocidental |                 |                  | 1                 | 1  | 3               |
| 5     | Canadá             |                 |                  | 1                 | 1  | 3               |
| TOTAL | TOTAL              | 4               | 4                | 4                 | 12 | —               |